# Digonocryptus pulchripes
Digonocryptus pulchripes là một loài tò vò trong họ Ichneumonidae.